# João Paulo Pedrosa
João Paulo Feteira Pedrosa (29 de setembro de 1965) é um deputado e político português. Foi deputado à Assembleia da República na XIV legislatura pelo Partido Socialista. É licenciado em Sociologia.